# Xã Weskan, Quận Wallace, Kansas
Xã Weskan (tiếng Anh: Weskan Township) là một xã thuộc quận Wallace, tiểu bang Kansas, Hoa Kỳ. Năm 2010, dân số của xã này là 330 người.